# Långören (vid Sälskär, Kumlinge, Åland)
Långören är en ö i Åland (Finland). Den ligger i Skärgårdshavet och i kommunen Kumlinge i landskapet Åland, i den sydvästra delen av landet. Ön ligger omkring 54 kilometer nordöst om Mariehamn och omkring 240 kilometer väster om Helsingfors.
Öns area är 13,4 hektar och dess största längd är 0,6 kilometer i nord-sydlig riktning.